# Shiri Maimon
Shiri Maimon (hebreo: שירי מימון) es una cantante israelí nacida en 1981 en Kyriat Haim, un suburbio al norte de la ciudad de Haifa, Israel. Saltó a la fama por su participación en la primera edición del programa israelí "כוכב נולד" (Kokhav Nolad), la versión nacional del programa británico Pop Idol. Además, Shiri Maimon representó a Israel en el Festival de Eurovisión en la edición del año 2005, celebrado en la ciudad ucraniana de Kiev, donde obtuvo un maravilloso cuarto puesto con su canción השקט שנשאר (HaSheket SheNish'ar). Desde el año 2013 forma parte del jurado de la versión israelí del programa Factor X.

## Biografía
Shiri Maimon nació en la ciudad israelí de Haifa y se crio en el suburbio de Kiryat Haim, al norte de Haifa. Es descendiente de judíos sefardíes. Su padre es judío de origen sirio y griego, mientras que su madre es de origen judio argelino. En 1991, tuvo su primera experiencia profesional al aparecer sobre el escenario en el ‘Festigal’, un conocido festival infantil.
Durante sus años escolares, perteneció a la banda juvenil de su ciudad natal, participando en diferentes funciones. Al mismo tiempo, trabajaba para mejorar sus dotes interpretativas, así como su habilidad con diferentes instrumentos musicales, como la guitarra o los teclados.
En 2000 comenzó el servicio militar, y fue invitada a formar parte de la Banda de Entretenimiento de las Fuerzas Aéreas, con lo que tuvo la oportunidad de viajar por todo el país y entretener a las tropas de Israel. Una vez finalizada su servicio en el ejército, Shiri decidió trasladarse a Eilat, la mayor ciudad turística del país, donde trabajó durante un año como cantante y bailarina en diferentes hoteles y clubs.
En el año 2001, apareció en un videoclip del grupo israelí Teapacks.
En 2011, Shiri se casó con Yoni Raguan, con quien tiene dos hijos, uno nacido en 2013 y otro en 2017.

## Carrera musical

### 2003-2004: Participación enKokhav Nolady salto a la fama
Ya en 2003 fue seleccionada para participar en la primera edición del programa israelí Kokhav Nolad (Ha nacido una estrella), la versión nacional del programa Pop Idol. Alcanzó la segunda posición en dicha competición, obteniendo una gran popularidad y consiguiendo, al igual que la ganadora, firmar un contrato con la compañía discográfica Helicon Records.
Tras su paso por dicho concurso, también se le ofreció un papel de presentadora en el programa ‘Exit’, dirigido a una audiencia mayoritariamente juvenil. Dicho trabajo lo compaginó con su participación en un musical infantil llamado ‘Mamamia’. En noviembre de 2004 se publicó su primer sencillo bajo el título "עד שתבין אותי" ("Ad Shetavin Oti").

### 2005-2006: Participación en Eurovisión y primer álbum,Shiri Maimon
En el año 2005, su segundo sencillo "השקט שנשאר" ("HaSheket SheNish'ar"), fue la canción vencedora en la preselección nacional celebrada para acudir al Festival de la Canción de Eurovisión 2005. En dicho festival tuvo que superar la primera semifinal, obteniendo una séptima posición con 158 puntos. Durante la final, Shiri Maimon interpretó su tema (en hebreo e inglés) en la decimoprimera posición. Aunque Israel coqueteó con los primeros puestos durante buena parte de la votación, finalmente Shiri Maimon obtuvo la cuarta posición con 154 puntos, siendo la mejor posición de este país en el Festival de Eurovisión desde su última victoria con la canción "Diva" de Dana International.
Su primer álbum, Shiri Maimon, que combinaba el pop y el soul, fue publicado en el verano de 2005, trabajo que compaginó con su labor de presentadora y una gira por todo Israel. Este álbum fue galardonado con un disco de oro después de su publicación, vendiendo más de 20.000 copias en pocas semanas. Uno de sus singles titulado "אהבה קטנה" ("Ahava Ktana") fue un absoluto éxito en las listas.
Además de su carrera musical, Shiri participó en la serie israelí Yeladot Ra'ot y protagonizó un musical de la película The Band en el teatro Habima de Tel Aviv. Shiri realizó un dueto con Shlomi Shabat que fue incluido en el disco del cantante.

### 2007-2009: Segundo álbum,Rega Lifney She...y primer álbum en inglés,Standing On My Own
Tras el éxito de su primer disco, Shiri Maimon presentó a finales de 2007 el primer sencillo de su segundo trabajo (Rega Lifney She...), que tenía por título "יותר טוב לסלוח" ("Yoter Tov Lisloach"). Sin embargo, su mayor éxito vino de la mano del sencillo "כשהלכת" ("Kshe'Halachta), una balada que habla sobre un amor que se marchó.
En 2008 publicó su primer álbum internacional, llamado ‘Standing On My Own’. En este disco, Shiri versionó temas propios en inglés y publicó nuevos temas inéditos hasta el momento. En este año, Shiri Maimon ganó el premio a Mejor Artista de Israel en los MTV Europe Music Awards 2008, además de estar nominada al Premio a Mejor Artista Europeo, que finalmente consiguió el cantante turco Emre Aydın. En dichos premios celebrados en Liverpool, Shiri interpretó el tema ""Now That You're Gone", versión del tema "חלק ממך" ("Chelek Mimcha).

### 2010-2016: Colaboración con Shimon Buskila, tercer álbum,Sheleg Ba'sharav, jurado deThe X Factor ישראל ymusicalEvita.
Durante la celebración del Día de la Independencia de Israel en el año 2010, Shiri Maimon interpretó la canción "שיר לשלום" (Shir LaShalom), una famosa canción en hebreo considerada himno del movimiento pacifista israelí. En 2010, Shiri Maimon colaboró con el cantautor israelí Shimon Buskila en la creación de un espectáculo, que se plasmó en un disco en común en el año 2011 que llevaba por título "המופע המשותף". Además, Shiri comenzó a trabajar en su tercer álbum en hebreo que sería lanzado al mercado en el año 2012, bajo el nombre Sheleg Ba'Sharav, el cual no tuvo un éxito notable.
En 2013, Shiri Maimon fue jurado de la primera edición israelí del programa Factor X junto a artistas de renombre como Ivri Lider, Moshe Peretz y Rami Fortis. El programa fue presentado por la famosa modelo israelí Bar Refaeli. La filipina Rose Fostanes del grupo de Shiri Maimon fue la ganadora de dicha edición, quedando en segunda posición la joven Eden Ben Zaken.
En 2014, Shiri Maimon publicó nuevos temas como "מי שפוי מי משוגע" ("Mi shafui mi meshuga").
Durante este periodo, Shiri Maimon ha publicado dos nuevos temas llamados "זכוכיות" ("Zechuchiot") y. "אוויר" (Avir), además de continuar como jurado en la segunda edición de The X Factor ישראל. En otoño de 2015, Shiri Maimon participó como protagonista en el musical "Evita", junto a actores como Aki Avni o Ran Danker, inspirado en la vida de la argentina Eva Perón, que tuvo un importante éxito en Israel.
Shiri Maimon le puso voz al tema "תאמיני לי" ("Taamini Li") a finales de 2016, siendo parte de una campaña publicitaria de la cadena infantil KidsTV.

### 2017-presente: Nuevos temas,Yesh Li HakolyAchoti.
En mayo de 2017, Shiri Maimon actuó ante el presidente de los Estados Unidos, Donald Trump, durante su visita a Israel.
Tras más de tres años sin publicar música propia, Shiri Maimon volvió con un nuevo sencillo en septiembre de 2017, llamado "יש לי הכול" ("Yesh Li Hakol"), del que publicaría videoclip en el mes de octubre debido a su éxito.
El 2 de diciembre, la cantante actuó en el concierto de Kygo en Tel Aviv, cantando junto a él el tema "It Ain't me" de la cantante Selena Gomez. Durante este periodo, Shiri participó como jurado de la tercera edición del programa musical Factor X Israel, aunque estuvo ausente durante varias semanas debido a su maternidad, tiempo que fue sustituida por la cantante israelí Eden Ben Zaken.
El 10 de enero de 2018, Shiri publicó el tema " אחותי" ("Achoti"), dedicado al amor de las hermanas. Precisamente en su videoclip, Shiri aparece junto a la suya y otras muchas parejas de hermanas, que se incorporaron al videoclip tras un concurso por internet, donde debían contar la historia de amor con sus respectivas hermanas. El videoclip se convirtió en un importante éxito, sobrepasando el millón de visitas en Youtube en menos de 15 días.

## Discografía

### Álbumes en hebreo
- 2005: Shiri Maimon.
- 2008: Rega Lifney She...
- 2012: Sheleg Ba'Sharav

### Álbum en inglés
- 2008: Standing On My Own

### Álbum en conjunto
- 2011: המופע המשותף (junto a Shimon Buskila)